# Fear, and Loathing in Las Vegas
Ne doit pas être confondu avec Fear and Loathing in Las Vegas.

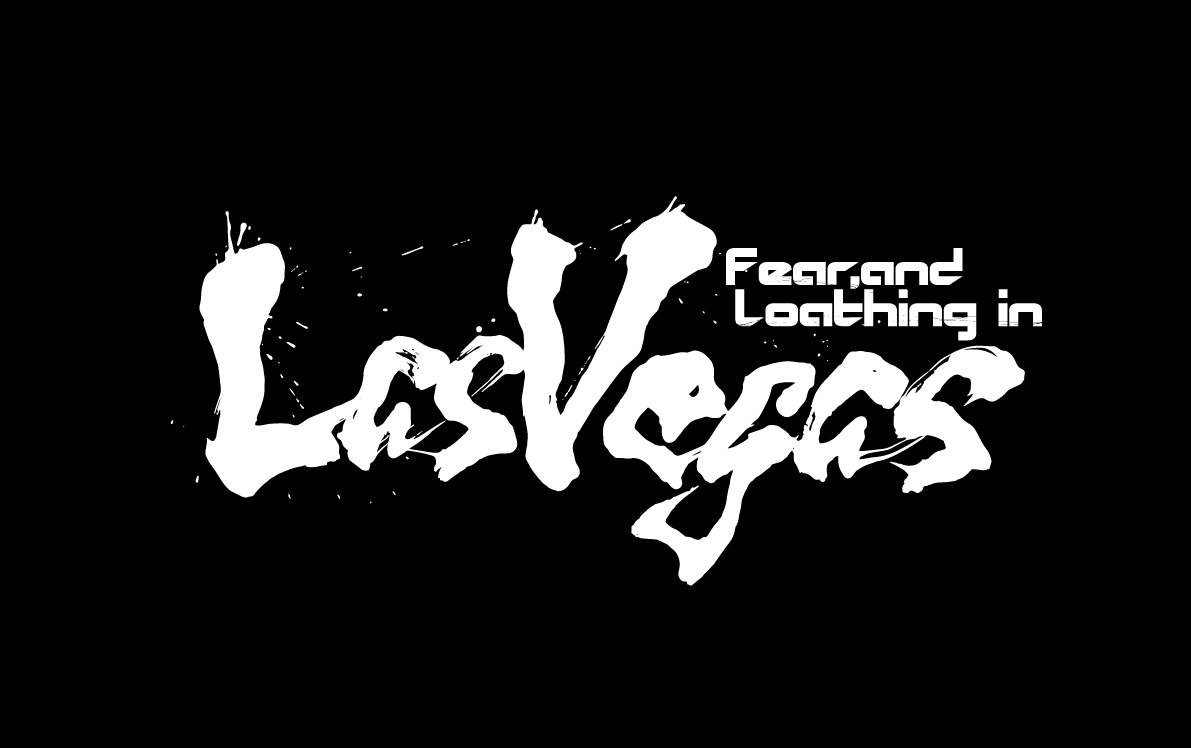

Fear, and Loathing in Las Vegas, stylisé en Fear, and loathing in Las Vegas, souvent abrégé FALILV ou F&LiLV, est un groupe d'electronicore japonais.

## Biographie
Fear, and Loathing in Las Vegas (souvent abrégé FaLiLV) est formé en été 2008 par d'anciens membres de Blank Time et Ending for a Start. Leur première démo, Scorching Epochal Sensation, sorti la même année, n'eut malheureusement pas un très grand succès dû au chant clair, ne plaisant pas vraiment aux auditeurs. C'est alors que la formation rechercha pendant un temps un chanteur adéquat, jusqu'au jour où So (ex-Bombreligion) rejoint le groupe.
Le groupe commence sa carrière en sortant quelques démos (Evolution ~Entering The New World~, Twilight/Take Me Out!!) jusqu'à leur premier album studio, Dance and Scream, en 2010 qui est extrêmement bien accueilli au Japon. Leur audacieuse et unique fusion entre agressivité post-hardcore et les nombreux sons électro a fasciné bon nombre d'auditeurs. Ce mélange entre les deux genres et leur originalité provoque chez les auditeurs la classification de leur musique comme « chaos ».
En 2011, le groupe sort un mini-album de sept pistes intitulé NEXTREME qui est lui aussi bien apprécié. La discographie se poursuit en janvier 2012, lorsque sort un premier EP, Just Awake (qui deviendra le générique de fin de la série Hunter × Hunter) jusqu'en août, lorsque leur deuxième album, All that We Have Now, voit le jour, qui est suivi par une tournée. Cet album diffère assez des deux précédents, du fait de sa puissance et ses sons électro, se rapprochant beaucoup plus des sons 8-bit. Il est très bien accueilli. En 2014, Fear, and Loathing in Las Vegas sort un nouvel EP nommé Rave-Up Tonight, contenant trois nouvelles chansons ainsi que trois remixes. La chanson-titre sera d'ailleurs le thème de Gundam Extreme VS. Maxi Boost. La même année, PHASE 2, leur troisième album, est disponible le 6 août.
Début janvier 2015, FaLiLV sort un nouvel EP contenant trois titres : Let Me Hear. Le 13 mai 2015 sort un nouvel EP, Starburst, ainsi qu'une version limitée bénéficiant d'un DVD contenant leur premier one-man-show de 2014. Via sa page Facebook, le groupe annonce leur premier show en France le 17 octobre 2015 à Paris, au Divan du Monde, ce qui en fait sa première présence en Europe depuis sa formation. Le 30 septembre 2015 sort le quatrième album, Feeling of Unity. Une tournée est annoncée au Japon, pour celui-ci.
Le 2 avril 2017, le groupe annonce la sortie du single, Shine, le 23 juin. Leur nouvel album, New Sunrise, est publié le 25 octobre 2017. Le 20 mars 2018, le groupe annonce la sortie d'un nouveau single nommé Greedy publié le 2 mai 2018. Ce dernier contient deux morceaux utilisés pour l'anime Senkai-den Hōshin Engi dans le générique d'ouverture. Le 30 juin 2018, FaLiLV annonce sur leur site officiel que le guitariste, Sxun, quitte le groupe pour des raisons personnelles[réf. nécessaire].

## Membres

### Membres actuels
- Minami (Keisuke Minami) - chant (screaming), clavier (depuis 2008)
- Taiki - guitare électrique (depuis 2008)
- Tomonori - batterie (depuis 2008)
- So (Aoi Takeda) - chant (voix claire), programmation (depuis 2009)
- Tetsuya - basse (depuis 2019)

### Ancien membre
- Ma$HU - basse (2008-2013)
- Sxun - guitare électrique (2008-2018)
- Kei - basse (2013-2019)

## Discographie

### Albums studio
- 2010 : Dance and Scream
- 2012 : All that We Have Now
- 2014 : PHASE 2
- 2015 : Feeling of Unity
- 2017 : New Sunrise
- 2019 : HYPERTOUGHNESS
- 2022 : Cocoon for the Golden Future

### Mini Album
2011 : NEXTREME

### Singles
- 2012 : Just Awake
- 2012 : Just Awake / Acceleration
- 2014 : Rave-Up Tonight
- 2015 : Let Me Hear
- 2015 : Starburst
- 2017 : SHINE
- 2018 : Greedy
- 2019 : The Stronger, The Further You'll Be
- 2019 : Massive Core
- 2020 : The Gong of Knockout
- 2020 : Shape of Trust
- 2021 : Evolve Forward in Hazard
- 2021 : One Shot, One Mind
- 2021 : Be Affected (en featuring avec Takanori Nishikawa)
- 2022 : Repaint
- 2022 : Tear Down
- 2022 : Get Back the Hope
- 2023 : Dive in Your Faith

### Démos
- 2008 : Scorching Epochal Sensation
- 2009 : Burn The Disco Floor With Your "2-Step"!!
- 2010 : Evolution ~Entering The New World~
- 2010 : Take Me Out!!/Twilight

### Apparitions
Plusieurs de leurs titres sont utilisés comme générique d'animes :
- Chase the Light! est utilisé comme opening de Gyakkyō Burai Kaiji: Hakairoku-hen
- Just Awake est utilisé comme 1er ending de Hunter X Hunter (2011)
- Virtue and Vice est utilisé comme 2e opening de Gokukoku no Brynhildr
- Thunderclap est utilisé comme opening de Sengoku Basara: Judge End
- Let Me Hear est utilisé comme opening de Kiseiju/Parasite
- Keep the Heat and Fire Yourself Up est utilisé comme 1er opening de Senkai-den Hōshin Engi
- Treasure in Your Hands est utilisé comme 2e opening de Senkai-den Hōshin Engi
- The Gong of Knockout est utilisé comme 2e opening de l'ONA de Baki sur Netflix